# Stożkówka czerwcowa
Stożkówka czerwcowa (Conocybe juniana (Velen.) Hauskn. & Svrček) – gatunek grzybów z rodziny gnojankowatych (Bolbitiaceae).

## Systematyka i nazewnictwo
Pozycja w klasyfikacji według Index Fungorum: Conocybe, Bolbitiaceae, Agaricales, Agaricomycetidae, Agaricomycetes, Agaricomycotina, Basidiomycota, Fungi.
Po raz pierwszy opisał go w 1947 r. Josef Velenovský nadając mu nazwę Galera juniana. Obecną, uznaną przez Index Fungorum nazwę nadali mu Anton Hausknecht i Mirko Svrček w 1999 r.
Synonimy:

- Conocybe juniana var. sordescens (P.D. Orton) Hauskn. & Svrček 1999
- Conocybe juniana var. subsejuncta Hauskn. 1999
- Conocybe magnicapitata P.D. Orton 1960
- Conocybe sordescens P.D. Orton 1988
- Conocybe spicula f. macrospora Kühner 1935
- Galera juniana Velen. 1947
- Galera tenera f. minor J.E. Lange 1938[2].

Nazwę polską zaproponował Władysław Wojewoda w 2003 r. Epitet gatunkowy jest tłumaczeniem łacińskiej nazwy juniana = czerwcowa.

## Morfologia
Kapelusz
Średnica 1–2 cm, kształt wypukły, stożkowy, nigdy nie staje się w pełni rozpostarty. Jest higrofaniczny; w stanie suchym jest jasno ochrowy, w stanie wilgotnym brązowawo ochrowy, czasami z delikatnie żłobionym brzegiem. Powierzchnia gładka, raczej matowa.
Blaszki
Średniej grubości, z międzyblaszkami, początkowo żółto-brązowe, wkrótce czerwieniejące. Ostrza w tym samym kolorze.
Trzon
Wysokość 3–8 cm, grubość 1–2 mm, cylindryczny, podłużnie rowkowany, zwykle z cylindryczną, wystającą bulwą o szerokości do 4 mm u podstawy, tej samej barwy co kapelusz.
cylindryczna, 30–80 × 1–2 mm,, podłużnie rowkowana.
Miąższ
Cienki, pomarańczowo-żółty o niewyraźnym zapachu.
Cechy mikroskopowe
Podstawki 4-zarodnikowe. Zarodniki eliptyczne, 8,5–13 × 5–7,5 µm (Qav ok. 1,7), raczej grubościenne, gładkie, często z wydatnymi porami rostkowymi. Cheilocystydy stożkowate, bulwiaste, 20–35 × 8–20 × 5–10,5 µm (długość × szerokość w najszerszym miejscu × szerokość główki). Kaulocysty podobne.
Gatunki podobne
Stożkówka czerwcowa charakteryzuje się dość dużymi, raczej grubościennymi zarodnikami (często powyżej 10 µm długości), stożkowatymi cystydami z dużą główką (nierzadko szerszą niż 10 µm) i matowym, jasnoochrowym zabarwieniem. Stożkówka omączonotrzonowa (Conocybe rickeniana) jest jasnopomarańczowo-czerwona, przynajmniej w młodości. Stożkówka jeżowata (Conocybe echinata) ma mniejsze, cienkościenne zarodniki i węższe cheilocystydy.

## Występowanie i siedlisko
Stożkówka czerwcowa występuje tylko w Europie i Azji. Najwięcej stanowisk podano w Europie. Jest tutaj szeroko rozprzestrzeniona od Portugalii po północne krańce Półwyspu Skandynawskiego i Islandię, brak jej tylko na południowo-wschodnim krańcu Europy. W Polsce rozprzestrzenienie i częstość występowania nie są znane. W piśmiennictwie naukowym do 2003 r. podano tylko trzy stanowiska. Bardziej aktualne i dość liczne stanowiska podaje internetowy atlas grzybów. Znajduje się w nim na liście gatunków zagrożonych i wartych objęcia ochroną.
Naziemny grzyb saprotroficzny i wypaleniskowy. Rośnie w lasach iglastych, na poboczach dróg, nad brzegami rzek, często wśród mchów, na ziemi z resztkami drewna, na nieużytkach wśród traw, na wypaleniskach. Owocniki tworzy od kwietnia do listopada.